# (1453) Fennia
(1453) Fennia est un astéroïde de la ceinture principale.

## Description
(1453) Fennia est un astéroïde de la ceinture principale. Il fut découvert par Yrjö Väisälä le 8 mars 1938 à Turku. Il présente une orbite caractérisée par un demi-grand axe de 1,89 UA, une excentricité de 0,283 et une inclinaison de 23,67° par rapport à l'écliptique.
Il fut nommé en hommage à la Finlande, dont Fennia est le nom latin.

## Compléments